# Medun
Medun (črnogorsko: Медун), naselje 13 km severovzhodno od črnogorske prestolnice Podgorice. Naselje spada v občino Podgorica. Leta 2003 je imelo 108 prebivalcev.
V Medunu je arheološko najdišče utrjenega antičnega ilirskega mesta Meteon, ki je bilo živo do konca srednjega veka. Ozemlje Meteona je pripadalo gorjanskemu klanu Gornji Kuči.

## Geografija
Mariano Bolizza je leta 1614 zpisal, da stoji Meteon na lepem hribu v razpoki med dvema gorama s pogledom na zelo obširno dolino pod sabo.

## Zgodovina

### Antika in rimsko obdobje
Medun je bil prvotno zgrajen kot trdnjava, okoli katere je v 4. in 3. stoletju pr. n. št. zraslo mesto, poznano kot Medeon, Meteon ali Modunense.
Dobro ohranjeno obzidje trdnjave je bilo zgrajeno iz velikih obdelanih kamnitih blokov. Mesto se je po velikosti in trdnosti gradnje bistveno razlikovalo od drugih manj pomembnih ilirskih mest. Zelo zanimiva sta dva globoka jarka na cesti med Spodnjim in Gornjim mestom. Študije kažejo, da so se tukaj opravljali verski obredi, povezani s kultom kače, ki je predstavljala mitsko prednico Ilirov.  Severno od Gornjega mesta je nekropola iz železne dobe, ki še ni raziskana.
Poleg stopnišč, ki so jih vsekali v živo skalo že v železni dobi, so iz zgodnjega obdobja ohranjeni tudi deli zahodnega obzidja, ki so ga v srednjem veku nadgradili. Različni deli srednjeveških utrdb so bili zgrajeni v različnih obdobjih. 
Tit Livij (59 pr. n. št – 17 n. št.) omenja Medun kot mesto Labeatov, ilirskega plemena, ki je bilo naseljeno okoli Skadarskega jezera (Lacus Labeatis). Rimske legije so mesto zasedle v tretji ilirski vojni okoli leta 167 pr. n. št.. Ardijejskega kralja Gencija  in njegovo družino so ujeli in odpeljali v Spoleto, njegovo ozemlje pa je postalo del rimske province Ilirik. 

### Srednji vek
Ravenska kozmografija (Ravennatis Anonymi Cosmographia) iz 7. stoletja, katere avtor ni poznan, omenja, da so bile srednjeveške medunske utrdbe zgrajene na ruševinah rimskega mesta. 
Đuraš Ilijić (vladal 1326–1362), čelnik Gornje Zete, vključno z Medunom, je bil podložnik kralja Stefana Dečanskega (vladal 1321-1331) in carjev Dušana Silnega (vladal 1331-1355) in Uroša Šibkega (vladal 1355-1371). Plemiška družina Balšić, ki je po smrti plemiča Žarka prevzela oblast v Spodnji Zeti, je leta 1362 vdrla v Gornjo Zeto, ubila Đuraša Ilijića in njegovo ozemlje priključila svoji Zetski župi. Družina je dobila položaj lokalnih vladarjev (srbsko: oblastni gospodari) in podložnikov carja Uroša Šibkega. 
Listina kralja Alfonza V. iz leta 1444 omenja Medun kot posest hercega (vojvode) Stefana Vukčića Kosače. Leta 1445 je Kosača  Gornjo Zeto in trdnjavo Medun prepustil vojvodi in despotu Đurađu Brankoviću. Đurađ je leta 1452 obranil Medun pred vojvodo Stefanom I. Crnojevićem, ki je služil Benečanom, leta 1455 pa ga je moral predati Osmanom na njihovem zmagovitem pohodu skozi jugovzhodno Evropo.  
Med vladanjem Ivana I. Crnojevića (vladal 1465-1490) se je v regijo zatekel nek Imrahor aga, ki se je stalno spopadal s Crnojevići in poskušal njihove podložnike izgnati iz Meduna. V krvavi bitki med Ivanom I. in Imrahorjem je Imrahor z mnogimi drugimi poveljniki padel, mesto pa so kljub temu zasedli Osmani. Bitka je pomenila propad dinastije Crnojevičev in njihove države. 
V Osmanskem cesarstvu je Medun spadal v Skadarski sandžak, dokler ni zetska regija leta 1415 postala samostojen Zetski sandžak. V sandžaku je vladal Staniša Crnojević, sin Ivana I. Crnojevića. Stanišo so leta 1485 poslali v Konstantinopel kot poroka za črnogorsko zvestobo Osmanskemu cesarstvu. V Konstantinoplu je prestopil v islam, se preimenoval v Skenderbega in kasneje postal sandžakbeg Črne gore.  

### Zgodnji novi vek
Mariano Bolizza iz Kotora, uslužbenec Beneške republike, je leta 1614 napisal poročilo, v katerem opisuje najboljše kopenske poti v Skadarskem sandžaku, ki bi bile uporabne za prenašanje uradne pošte med Benetkami in Konstantinoplom in obratno in vojaške potenciale omenjene regije. Bolizza je napisal tudi zelo natančen seznam mest in vasi v Črni gori in severni Albaniji in njihovih poglavarjev, število oboroženih mož in demografske podatke. Kuči, Bratonožiči in del Plava so bili vojaki in spahije Meduna, imena njihovega poveljnika pa ne omenja. Gorščaki so del svojih dohodkov plačevali uradnikom Osmanskega cesarstva. Medun je opisal kot majhno mesto na hribu, ki ima dober strateški položaj, vendar je slabo branjeno in v ruševinah. Mestna trdnjava je imela posadko približno 200 zelo bojevitih mož pod poveljstvom Dizdar Age. Medun je bil eno od osmih mest v Skadarskem sandžaku.

### Novi vek
Upor v sosednji Hercegovini (1875-1878) je sprožil vrsto uporov in vstaj proti Osmanskemu cesarstvu. Črna gora in Srbija sta 18. junija 1876 skupaj napovedali vojno Osmanskemu cesarstvu. Sorodnik kralja Nikole I. je dvakrat pregnal Osmane iz Meduna. Prvo leto črnogorsko-osmanske vojne (1876–1878) se je končalo s črnogorsko zmago v Danilovgradu in Zeti in osvojitvijo Meduna. Leta 1877/1878 je Nikola I. osvojil jadransko obalo. 13. januarja 1878 sta Nikola I. in Ahmed Muhtar Paša podpisala premirje in vojna se je končala.
Medun še vedno ni v celoti raziskan. Zanimiv ni samo zaradi dolge in bogate preteklosti, ampak tudi zaradi preučevanja kulturnih razdobij od prazgodovine do srednjega veka. 

## Slavni meščani
V mestu je živel slavni pisatelj in plemenski poglavar Kučijev, črnogorski vojvoda in heroj Marko Miljanov (1833–1901). Pokopan je v akropoli pred cerkvico, posvečeno  naddiakonu Stefanu, ki je bila zgrajena v Miljanovo čast v letu njegove smrti.

## Demografija
Medun je imel po popisu prebivalstva leta 2003 108 prebivalcev, od tega:
- Srbov: 74 (68,51%)
- Črnogorcev: 32 (29,62%)
- Jugoslovanov: 1 (0,92%)
- Neznano: 1 (0,92%)

| 1948 | 1953 | 1961 | 1971 | 1981 | 1991 | 2003 |
| 227  | 210  | 192  | 168  | 121  | 107  | 108  |

- Znamenitosti
- Cerkev na trdnjavi
- Grob Marka Miljanova na trdnjavi (na levi je spomenik, ki ga je postavila njegova žena Štefa, na desni pa še en, ki so ga pozneje postavili njegovi ljudje)
- Stari cerkveni zvon
- Muzej Marka Miljanova

## Vira
- J.J. Wilkes (1992). The Illyrians. Oxford : Blackwell. ISBN 0-631-19807-5.
- Stanovništvo slovenskog porijekla u Albaniji, Zbornik radova sa međunarodnog naučnog skupa održanog na Cetinju 21.-23. juna 1990, Marica Malović Đukić, Pilot u srednjem veku.